# Parodia warasii
Parodia warasii är en kaktusväxtart som först beskrevs av Friedrich Ritter, och fick sitt nu gällande namn av F.H. Brandt. Parodia warasii ingår i släktet Parodia och familjen kaktusväxter. Inga underarter finns listade i Catalogue of Life.

## Bildgalleri

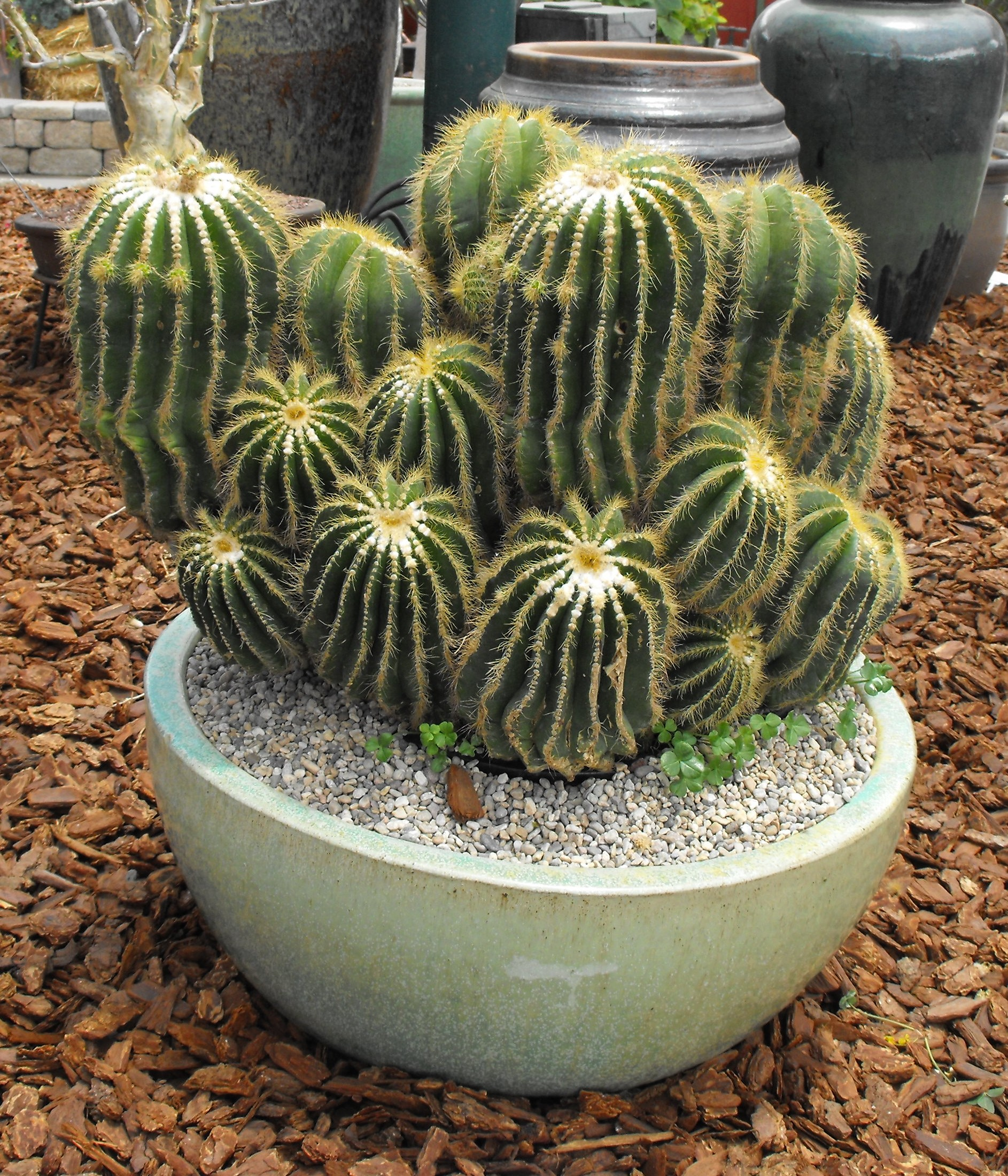
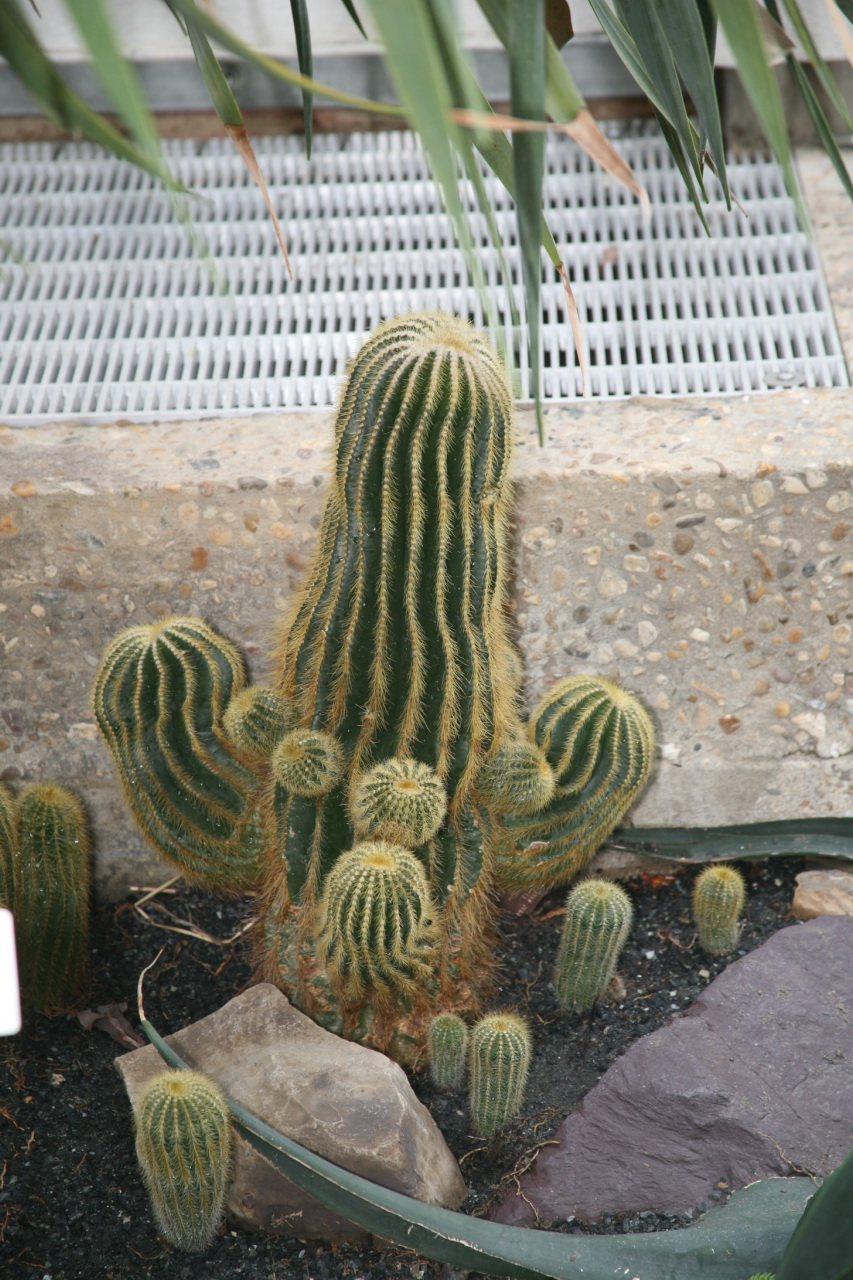
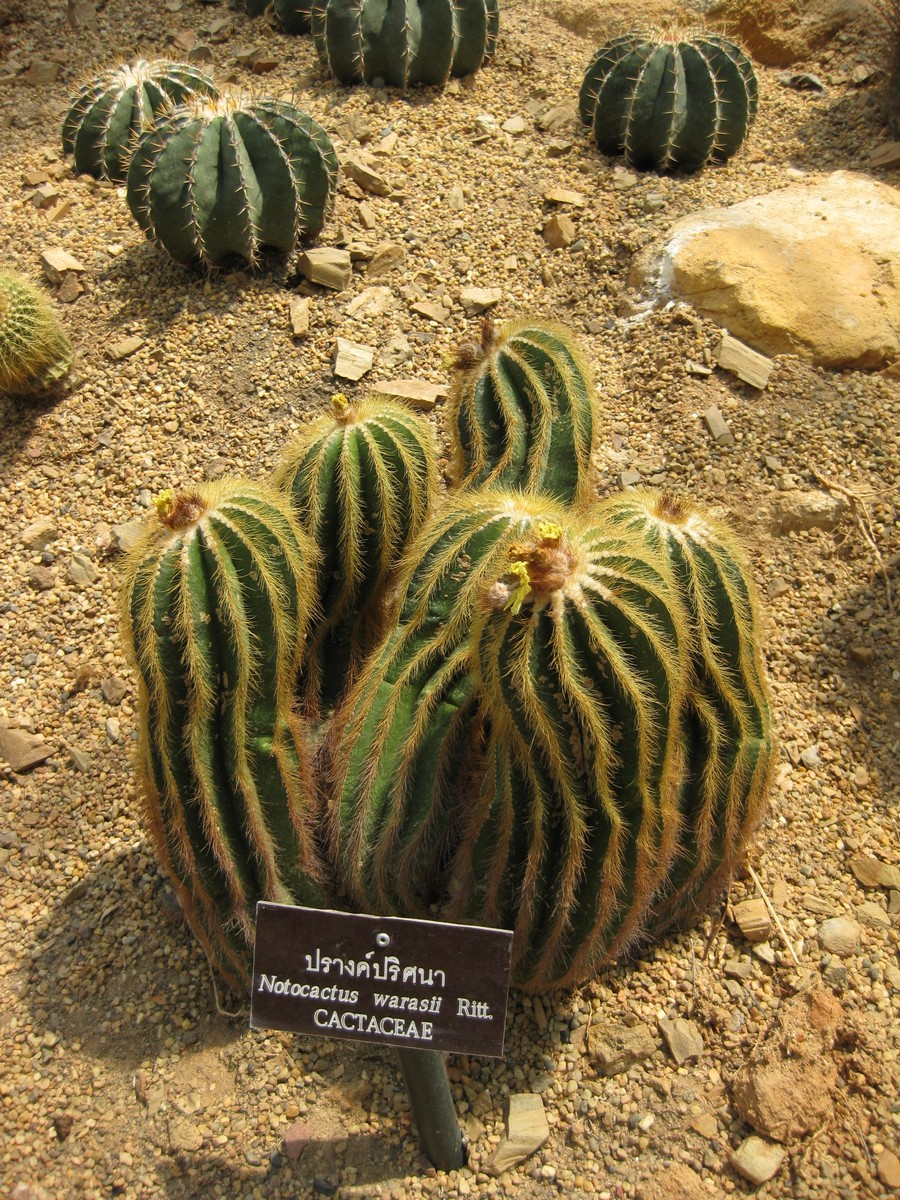
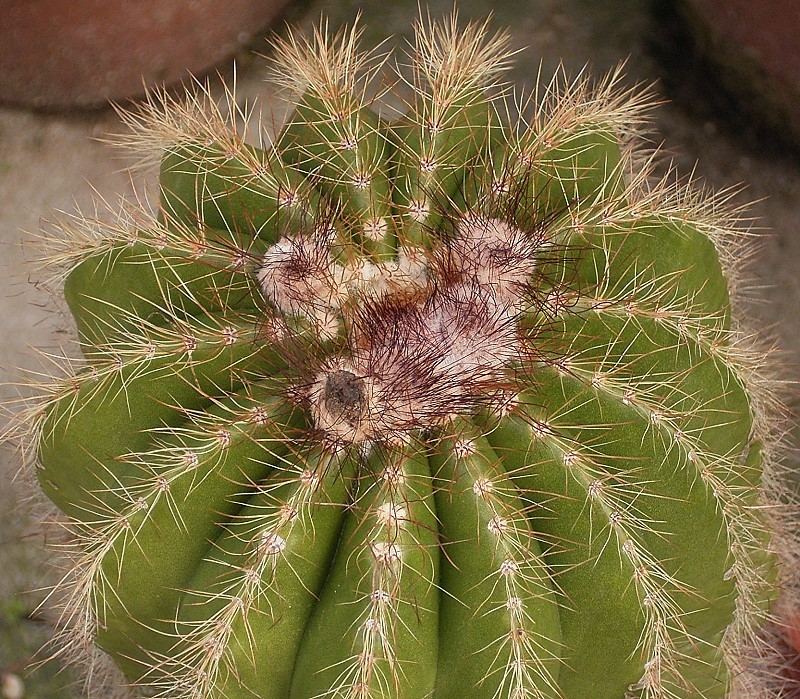
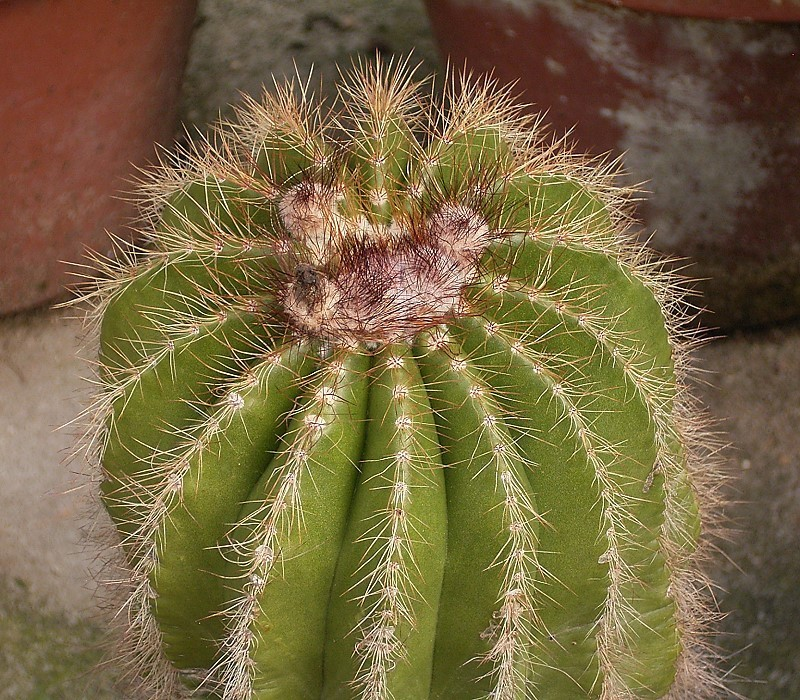
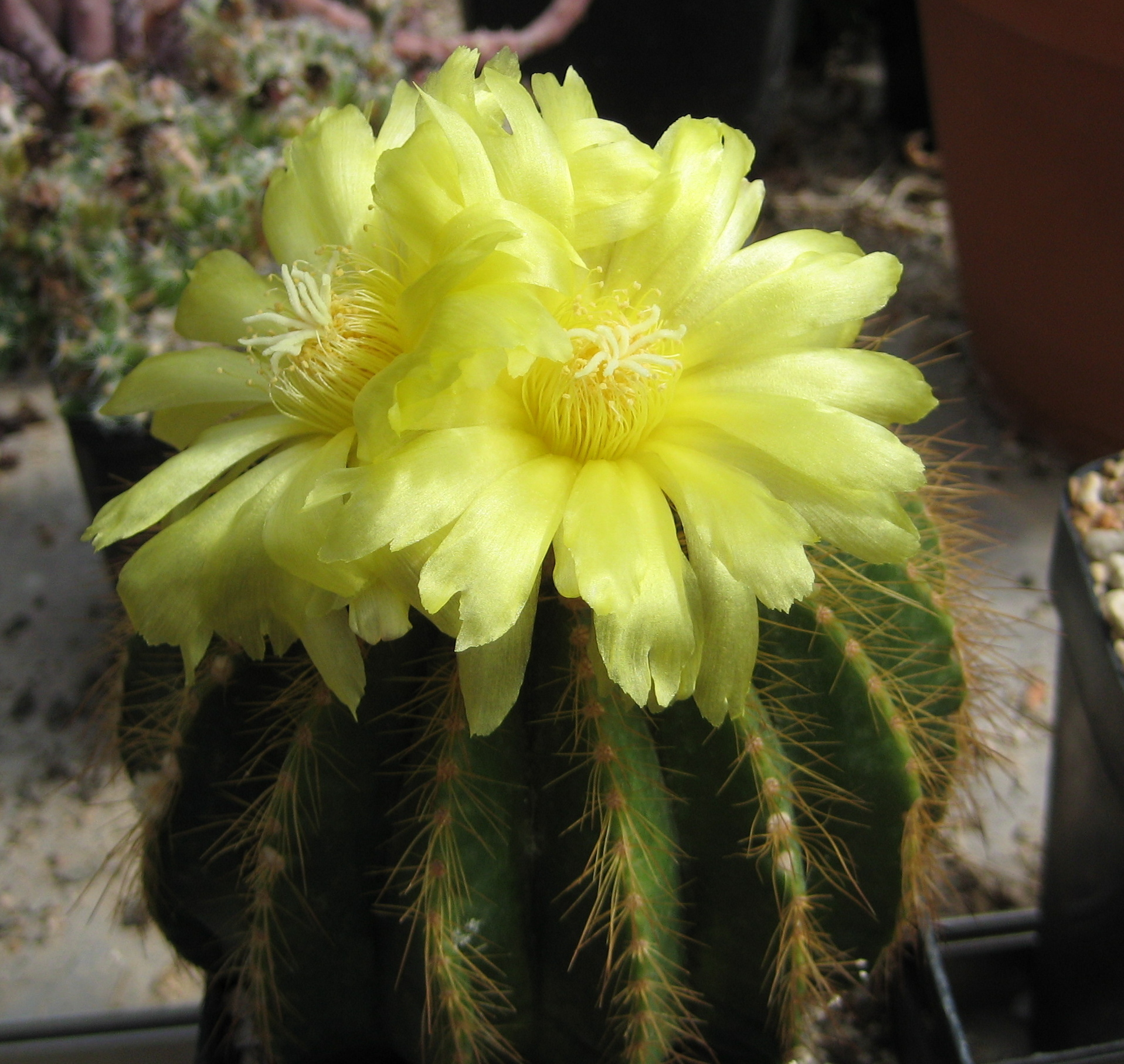